# Ръководители на Ветеринарната служба в България

## Ръководители на Ветеринарната служба в България
- Иван Иванович Нейман 1881-1885
- Фортунат Игнатий Хелховски 1886-1889
- Людвиг Тимофтеевич 06.1889-10.1894
- Иван Димов Тюлев 1895-1913
- Георги Димитров Генджев 1913-1918
- Петър Панев Бичев 06.1918-10.1919
- Иван Димов Тюлев 1919-1921
- Борис Геров Добрев 04.1921-07.1922
- проф. Георги Павлов
- Георги Ненков
- Андрей М.Андреев
- Александър Шонтов
- Руси Константинов Гюров
- Ганчо Иванов Ганев
- Петър Попмаринов
- проф. Иван Манчев Калъпов
- Николай Димитров
- Илия Пашев
- Атанас Тодоров Попов
- Иван Божков
- Никола Белев
- Цанко Захариев
- Радослав Борисов Минев
- Стамат Киров Командарев
- Димитър Пенмчев Маруцов
- Тодор Тодоров Александров
- Иван Николов Калоянов
- Йордан Костадинов
- Леонид Лавчев
- Илиян Бъчваров
- Янко Иванов
- Кирил Киров
- Жеко Байчев 12.2004 до 11.2008
- Йордан Войнов ноември 2008 г.